# Felsőtárkányi Állami Erdei Vasút
A Felsőtárkányi Állami Erdei Vasút menetrend szerint közlekedik március eleje és november első hétvégéje között a Bükk-vidéken 4,8 km hosszú vonalon. Üzemeltetője az Egererdő Zrt. Ma kizárólag turisztikai célú személyszállítási feladatokat lát el.

## Történet

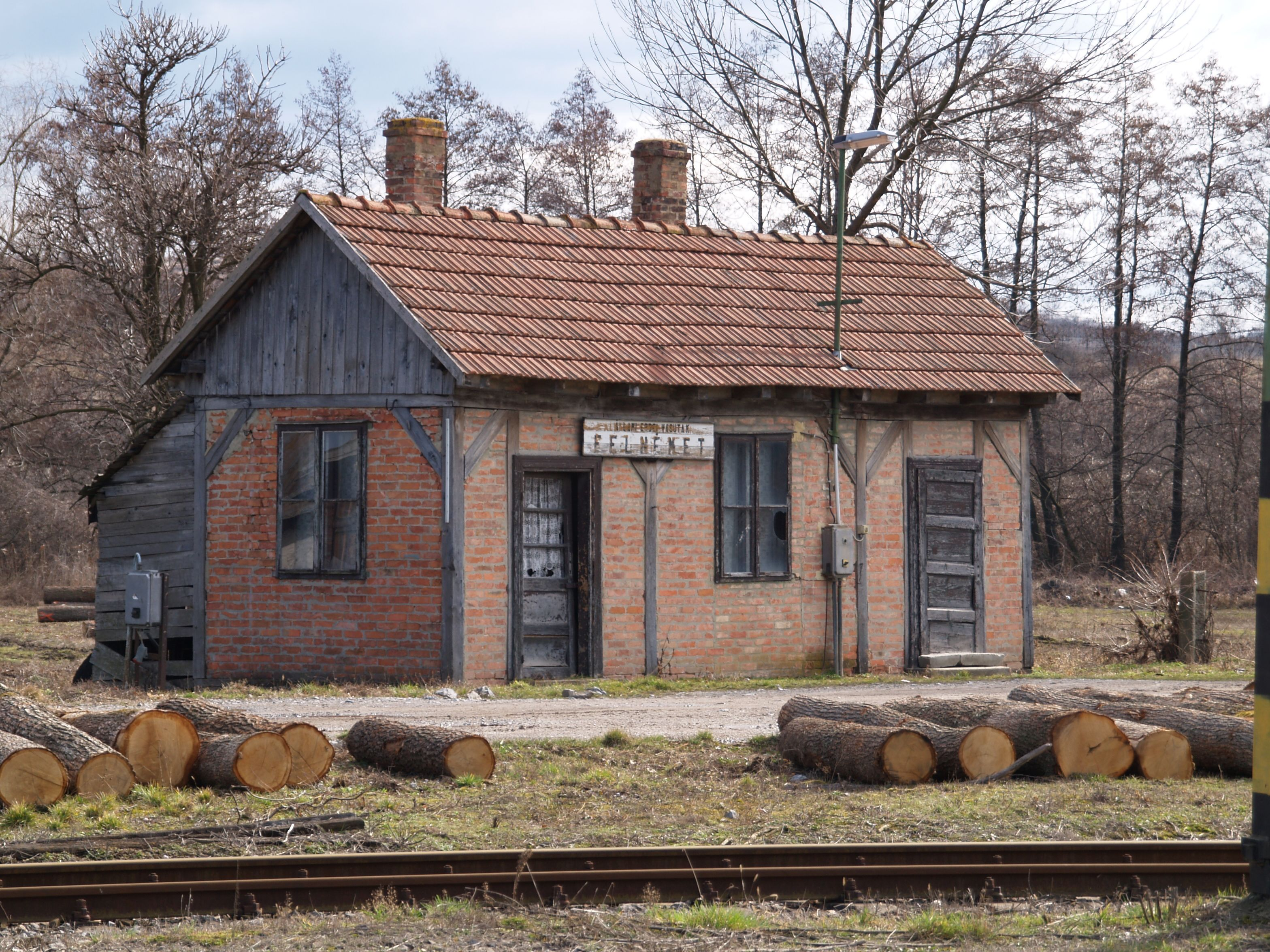
Felnémet, egykori végállomás (Ma is a faanyag szállítás a meghatározó)

### Építése és működése
Az első vonalat 1915-ben fektették le 760 mm-en, a fakitermelés szolgálata céljából, a megnövekedett szállítási igények miatt.

Elsőként a Felsőtárkány–Kisnádas–Petres közötti vonal épült meg, amely hamar kibővült a Varróház-Tótnólápa ággal. A vonalnak kapcsolata volt a felnémeti MÁV állomással, az elbontott Felsőtárkány-Felnémet szakasz töltésén ma kerékpárút található.
Ahogyan több hazai kisvasút esetén, itt is Trianon kedvezőtlen hatásai indították be a látványos fejlődést, mivel az ország faigénye okán a bükki kitermelés jelentősen megnövekedett. Emellett komoly szállítási igényt vetett fel a Felnémeti Hordógyár létrejötte, amely elhozta az Füzesabony–Putnok-vasútvonallal történő összekapcsolódást Eger-Felnémet vasútállomáson. (A hordógyári vágányon történt a két vasútvonal egyik legkomolyabb balesete, amikor a nagyvasúti szerelvény összeütközött a kisvasúti mozdonnyal utóbbi kárára.)

A felsőtárkányi vonal kezdetben a faluban haladt keresztül, és kizárólag teherszállítást végzett. A vonalat 1923-ban helyezték át arra a nyomvonalra, amellyel egészen megszűnéséig működött, és amelyet most a kerékpárút is követ, ennek kiváltó oka pedig az volt, hogy a mozdony nélkül, gravitációs módon továbbított vagonok tehéncsordát gázoltak, és a 

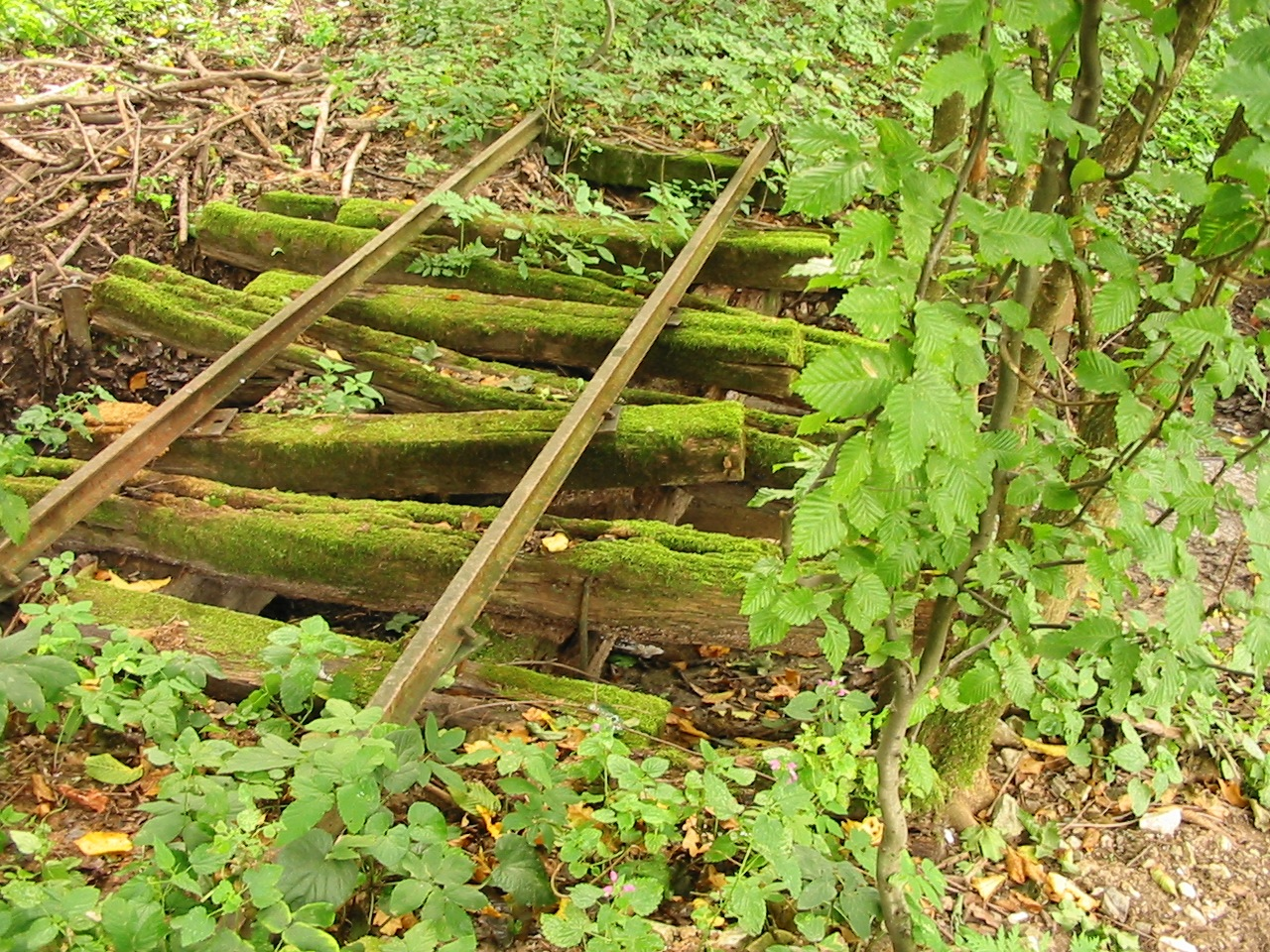
A vonal legelső szakaszának egy hídja a Hidegkúti-völgyben. 2007-ben szedték fel

lakosság egy éjszaka alatt jelentős károkat okozott a falun áthaladó vonalban. Az új vágányok a falutól délre, a Várhegy északi lankáinak alján haladták át jelentős emelkedővel mindkét irányból. Később egyébként Felsőtárkány növekedésével az elkerülő vonal ismét jó részen visszakerült a faluba. Az új vonalvezetés kapóra jött például a várhegyi dolomit bánya iparvágányának létesítésekor (1965), amely nagyjából a falu közepével egy vonalban ágazott ki az erdő szélén egy négyvágányú állomásról (Vadaskerti Kitérő) a Várhegy irányába egy látványos kört leíró vonalvezetéssel 2,5 kilométer hosszan. (A bánya létesítményeit röviddel az ezredforduló után bontották el, előtte teljes vágányhálózattal és eszköztárral volt látható.)
A Berva-völgyben megindult mészkőbányászat vetette fel az igényt arra, hogy 1938-ban megépüljön ez a szárnyvonal, amely Eger mai közigazgatási határánál ágazott ki, és nyomvonala jól látható a Berva irányába haladó nagyvasúti iparvágány alatti átjáró révén. A kőszállítás fontos tevékenységgé vált a vasúton, és bár később a kisvasút megszűnésekor csillékkel drótkötélpályán látták el ezt a feladatot, mára ismét a vasúté lett a szállítás feladata.
Az erdőgazdaság 1946-ban vette birtokába a vonalat, amelyben a háború nem tett jelentős károkat, sőt, új vonalszakaszok is épültek. Mivel a megelőző két évtizedben olyan arányú lett a fakitermelés, hogy a kitermelhető fa mennyisége drámaian lecsökkent, a keskeny nyomközű vasút elsődleges feladata a kőszállítás lett.
1954-ben aztán kiegészült a funkció a személyszállítással, amely Stimecz ház - Felnémet, illetőleg Berva-völgy-Felnémet között zajlott. Felsőtárkányban a jelenleg működő megállókon túl további kettő (4, illetve 1 vágányos), a Berva-völgy irányába egy köztes megállóhely (2 vágányos) volt a mai közút mellett, az útátjáró után. A Berva-völgyben lévő vasúti megállónak szolgálati épülete is volt, amelyet az ezredforduló után bontottak le.

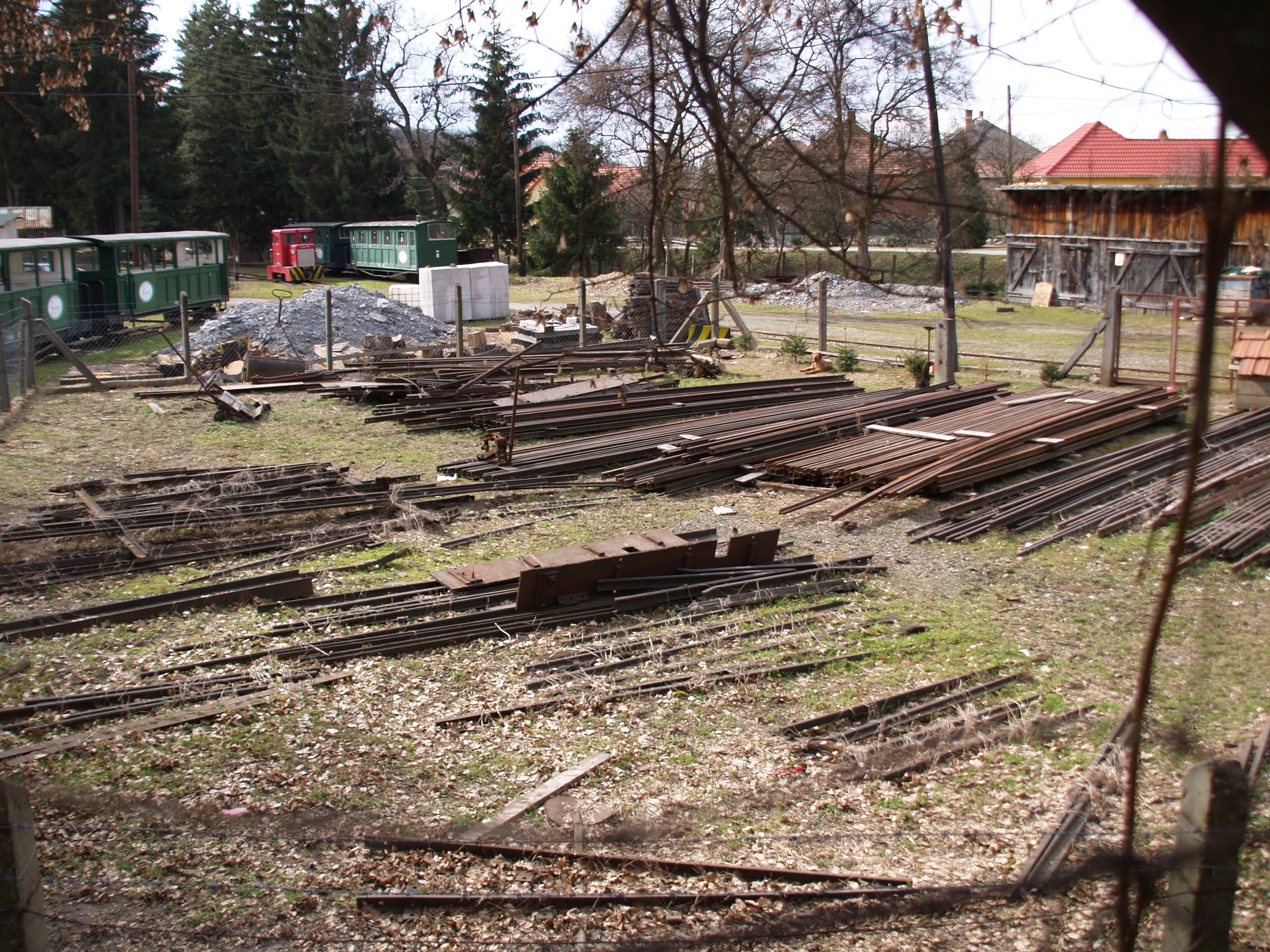
Síntenger - Felnémet-Felsőtárkány vonal egymás tetejére rakva...

### Leépítése
A vasút lassú leépülése 1969-ben indult meg, amelyet több elhibázott üzleti döntés is megelőzött - például a bervai szállítások elvesztése. Az első vonal, amelyet felszedtek a Mellér-völgybe irányuló szárnyvonal volt. Ennek nyomvonalán ma jó minőségű erdészeti út halad. Itt a felszedést az indokolta, hogy a tar hegyoldalakról nem volt mit szállítani. A következő megszűnt vonalszakasz a Barát réten áthaladó rész volt, amelyet 1974-ben szedtek fel. A Barát rét ma egyébként turisztikailag népszerű helyszín nyáron és télen egyaránt. Ennek a vonalnak jelentéktelen töredéke a Sziklaforrásig tartó, kihasználatlan szakasz.

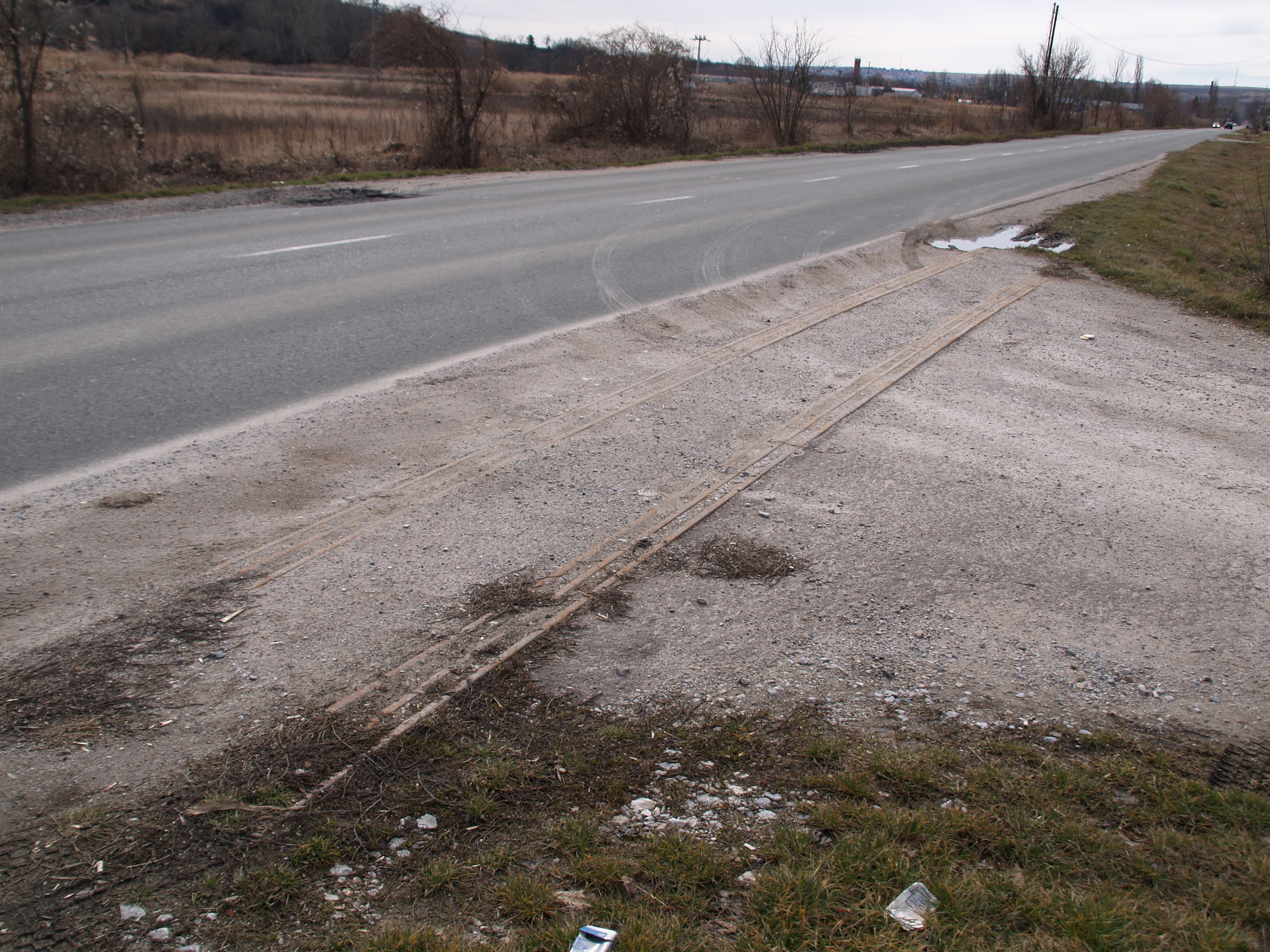
Vonalmaradvány - túl közel az úthoz

A Felsőtárkányi Állami Erdei Vasút életében meghatározó volt az 1984-es évszám, ugyanis ekkor szűnt meg a dolomit bánya a Várhegy oldalában. Ezzel a teherszállítás leállt, a vasút sorsa eldőlt...

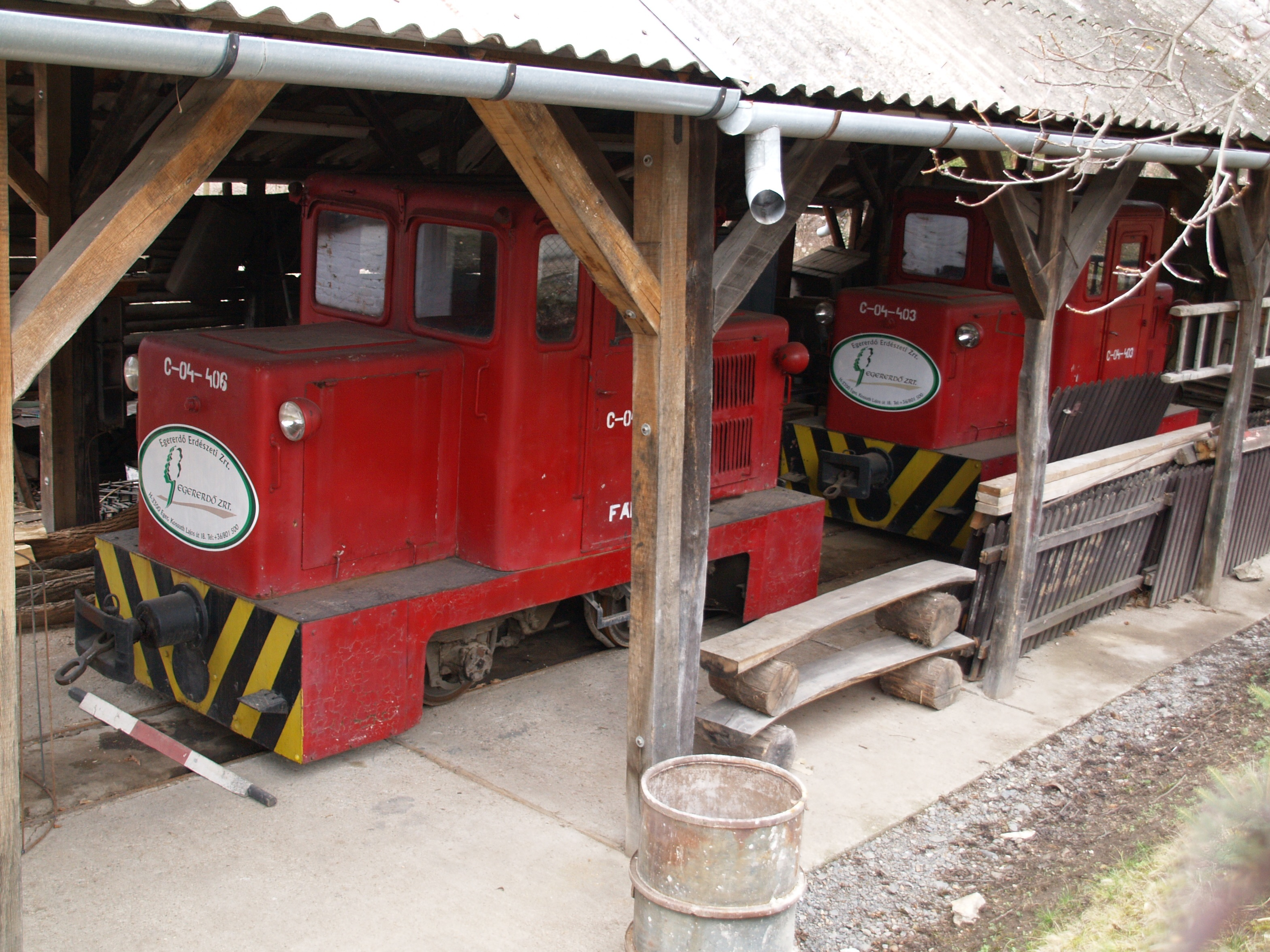
C-50-es dízelmozdonyok pihenőjüket töltik márciusban

Korábban is viták tárgya volt a keskeny nyomközű vonal, ugyanis az országutat ahhoz túl közel építették. Az odébb telepítés költséges feladat lett volna, amelyet egy pusztán személyszállításból nem lehetett finanszírozni. A vonalon 1985. szeptember 30-án üzemszünetet rendeltek el, a nagyvasúti összeköttetés megszűnt, az Egerbe jutásra maradt a volán. A vonal sorsa sokáig kérdéses volt. A turizmusban lehetőséget látók aranybányának tartották a fantasztikusan kiépült sínpárt, amely a megyeszékhelyet összekötötte a Bükk vadregényes vidékeivel. A közútkezelő folyamatosan arra panaszkodott, hogy a tárkányi út mentén nem tudják lenyírni a füvet a gazban megbúvó felépítmény miatt... Az utóbbiak voltak a hangosabbak. 

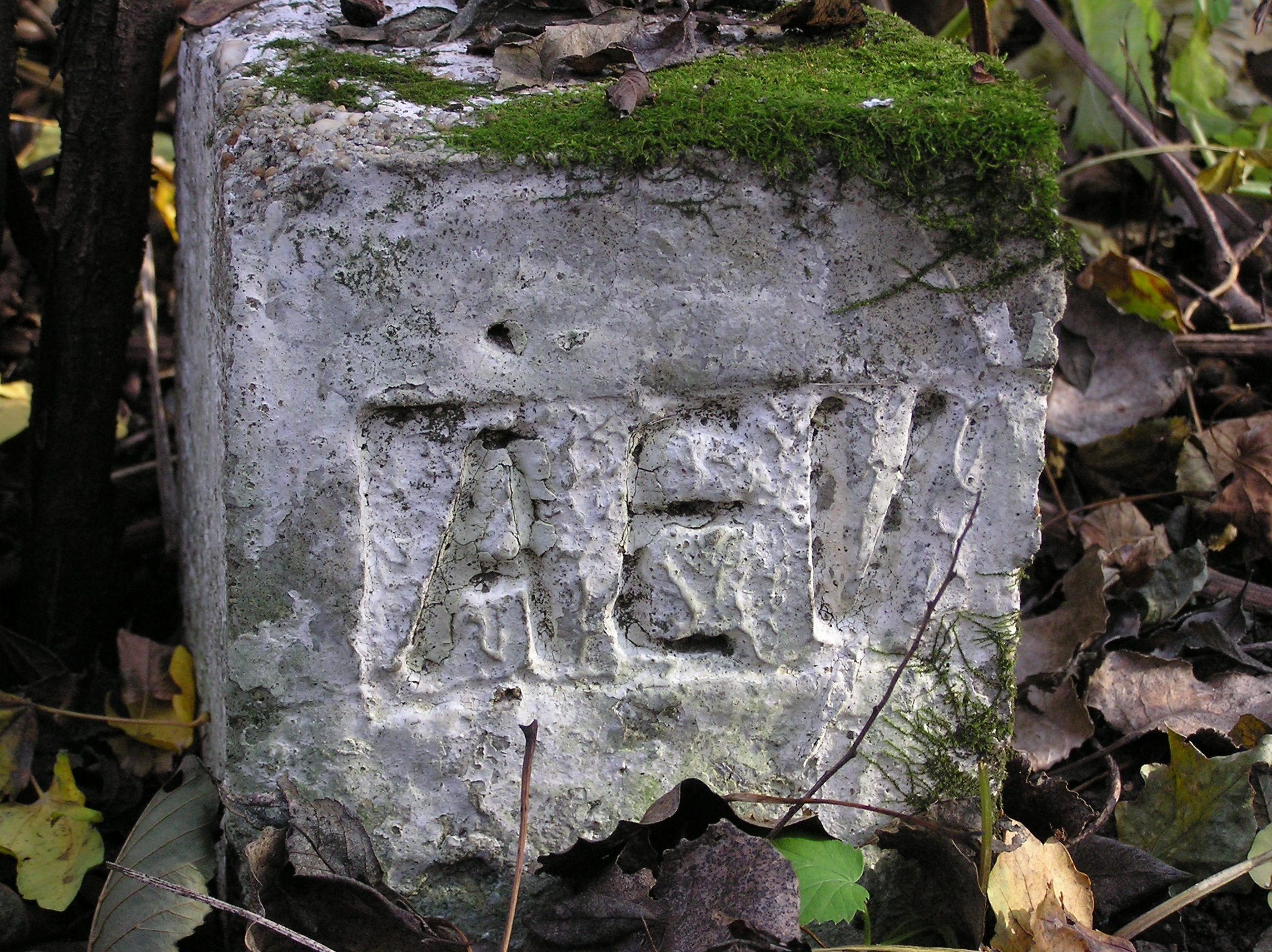
Vasútmaradvány a Berva-völgyben

Mivel a berva-völgyi vonal sínszálait nagyrészt már ellopkodták, ott csak a talpfákat csákányozták szét, ám a Felnémet-Felsőtárkány közti szakaszt, illetve a falut elkerülő szakaszt, valamint a várhegyi dolomitbányába futó sínpárt feltépték, az alépítményt eltúrták. A nyomvonal mellett halad a kerékpár út Egerből Felsőtárkányba, illetve a falu eleje után 600 méterre a nyomvonalon ágazik ki a Felsőtárkányt elkerülő kerékpárút szakasz, amely a Fűtőház állomásig halad. A kerékpárút kiépítésére az ezredforduló környékén került sor, előbb a Felsőtárkányt elkerülő erdei szakasz épült meg, majd 2003. december 12-én került átadásra az Eger-Felsőtárkány közötti szakasz. A vonal szépségének hangulatát így legalább két keréken át lehet élni. 

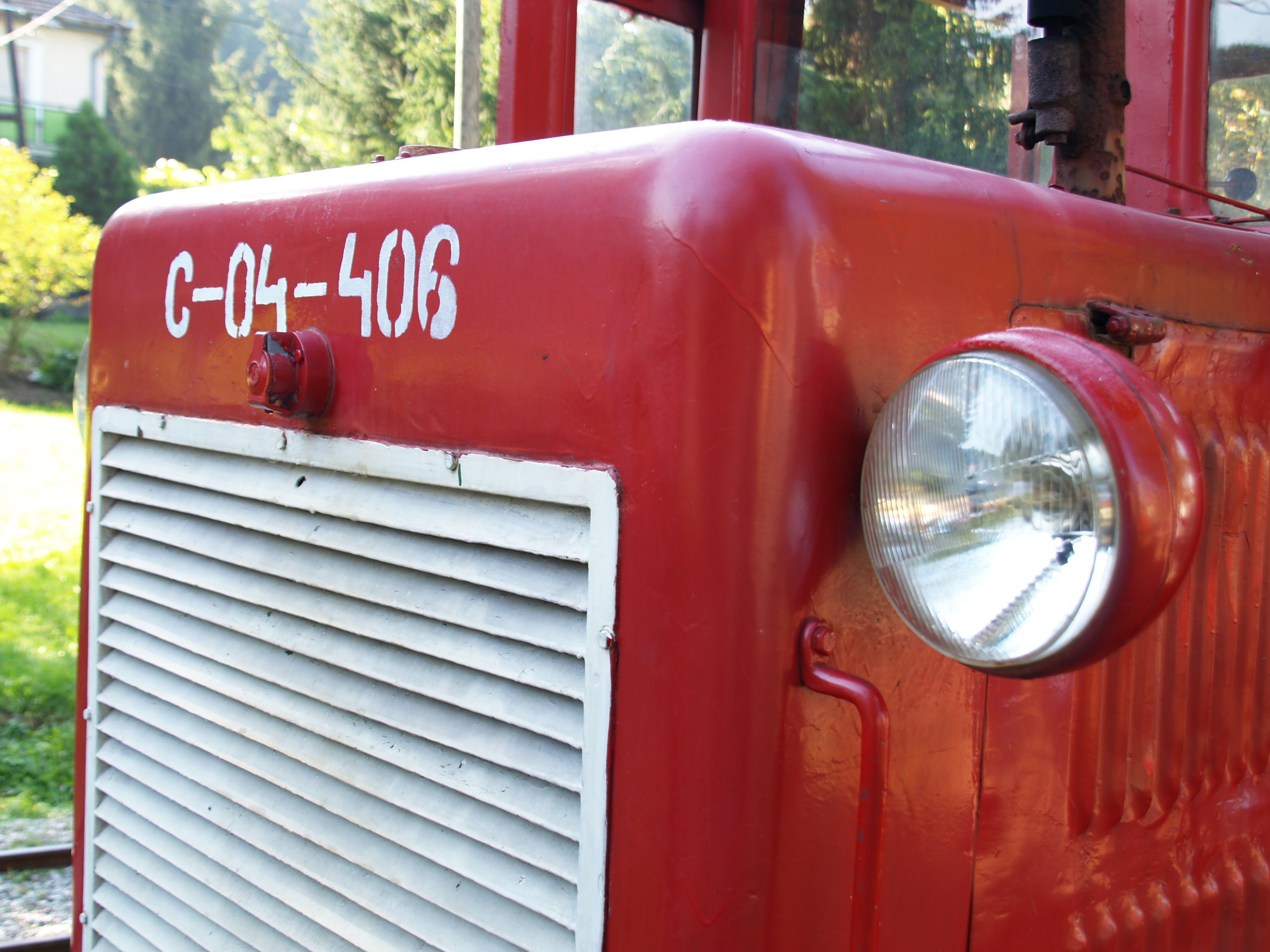
A C-04-406-os pályaszámú mozdony

Ma a Felsőtárkányi Állami Erdei Vasút az Egererdő Zrt gondozásában áll. Hosszú ideig az útkeresés jellemezte a vasutat, mivel a helyzete nem a legideálisabb: egy vasúton nem megközelíthető faluból kimegy egy erdőbe. A fenntartó azonban sikerrel pozicionálta a vasutat, így ma életképes szereplője a hazai keskeny nyomközű turista vasúti hálózatnak. Felsőtárkány központjából az Agria Volán Zrt autóbuszaihoz igazítva indul május 1. és szeptember 30. közötti hétvégéken és ünnepnapokon a vonat nyitott kocsikkal. Egeresvölgy-Varróház megállóhely mellett gombázási lehetőség, vadaspark és a Hidegkúti-völgy szépségei, Petres, az Őr-kő, a Pes-kő várják a túrázókat, Stimecz ház felé pedig a Vöröskő-forrás, a Vöröskő-forrásbarlang, illetve a Vöröskő-völgyi tanösvény várják a természetben kikapcsolódni vágyókat.
A legutolsó használaton kívüli vonal a Hidegkúti-völgybe haladt, amelyet 2007. őszén szedtek fel. A használhatatlan vonal meglepően jó állapotban maradt fenn, és a vasútbarátok sokáig reménykedtek, hogy beszerelnek egy kitérőt a Varróház mellé a vonalba, de sajnos itt is a pálya bontása lett a szárnyvonal sorsa.
A Felsőtárkányi Állami Erdei Vasút mai szakasza a természettel harmóniában üzemel: a talpfák kátrány mentesek, a megállók környékén pedig szemétlerakók vannak elhelyezve a Bükk-vidék megóvása érdekében.

### Fejlesztés
2015-ben felújították a barátréti vonal Sziklaforrásig tartó szakaszát, az új végállomás a fűtőház helyett a Sziklaforrás lett, ami Felsőtárkány, csárda nevű volán megállótól érhető el.

### Járművek
Eleinte lóval vontatták a szerelvényeket. Ezt követően tért át a vasút a gőzüzemre, amelyet kizárólag a lejtőkön felfelé használtak. A lefelé irányított szerelvények mozdony nélkül, a fékezők közreműködésével haladtak. Később ez a fajta vonattovábbítás megszűnt, és a gőz mellett benzinmotoros mozdonyok is kerültek a vasútra.
A II. világháborúban harci veszteség nem történt, az átvonuló front elől a vasút dolgozói elrejtették a mozdonyokat, szétszedték azokat.
A vonalra 1961-ben került az első C-50-es mozdony, és 1965-ben selejtezték az utolsó, 357-es sorozatú keskeny nyomközű gőzöst, a 357,309 pályaszámú gépet. A C-50-esek uralma napjainkig is megmaradt, jelenleg három ilyen teljesít szolgálatot.
2005-ben az Egererdő Zrt részéről szóba került a Szilvásváradi Erdei Vasút és a Mátravasút mintájára egy nosztalgia gőzös beszerzése erre a vonalra is, de eddig erre nem került sor.

## Járműállomány

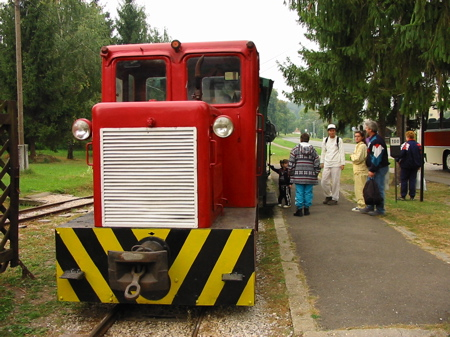
A Felsőtárkányi Állami Erdei Vasút szerelvénye útrakészen

- Három darab C-50-es dízelmozdony C04-403, C04-404 és C04-406 pályaszámmal. 2022 és 2024 között felújították a 403-as és 404-es számú mozdonyokat és az országon egyedülálló módon elektromos hajtást kaptak. 2023-ban Gyöngyösről átszállították a C50-404-es dízelmozdonyt, amelyet 2025-ben visszavittek.
- Egy darab motoros hajtány S03-001 pályaszámmal.
- 4 db nyitott személykocsi és 2 db zárt személykocsi kályhafűtéssel
- Pályamunkákhoz használt teherkocsik (csillék, pőre kocsik)
- A Fűtőháznál kiállított tehervagonok.
- 1 db vadászkocsi

### A régi fűtőház
A Felsőtárkányi Állami Erdei Vasút mozdonyai ma jórészt a szabad ég alatt, illetve egy fa alapanyagú, oldalt nyitott, fedett épületben töltik a telet és az éjszakát. Korábban ez nem volt így, ugyanis a mai Fűtőház állomás jórészt az átmenő forgalmat bonyolította, és a valódi Fűtőház a kisvasút vége utáni hatalmas tér sarkában (a Faluház helyén) foglalt helyet. Az erősen beépített felsőtárkányi főút mellett árulkodó az a terület, ahol ma egy kicsiny játszótér található, amely fölött a korábbi vasút nyomvonalán a kerékpárút megindul a hegyen felfelé, Felnémet irányába. Ez a terület nagyjából az ezredfordulóig egy vitatott sorsú ipari terep volt, jó-pár vágánnyal átszőve, kitérők egész sorával. Rozsdás váltók utaltak arra, hogy egykoron itt nagyobb méretű forgalom zajlott. A tér délnyugati sarkában feküdt az az épület, amely tulajdonképpen a Fűtőház volt, és amely jellegében szinte azonos a Szilvásváradi Erdei Vasút fűtőházával.
Az erdei vasútüzem erre az épületre nem tartott igényt, így a vasút használaton kívüli részének felszedésekor az ide vezető vágányhálózatot is feltépték. Az épület az önkormányzat tulajdonába került, többek között a közeli kis tó csónakjait tárolták idebenn. Egészen 2009. március elejéig, amikor az épületet lebontották, mert funkció nélkülivé vált, állapota pedig kritikus volt. Az épület helyén ma a Felsőtárkányi Közművelődési Intézménynek is helyet adó Felsőtárkányi Faluház áll.
A ma Fűtőház néven ismert terület valójában az az erdészeti létesítmény, ahol többek között a több kilométer hosszúságú felszedett sínszálakat tárolják, illetve a gép- és vagonállományt tárolják. Itt történik a csoportos jegyvásárlás is, illetőleg ez a vasútüzem központja.

## Napjainkban is működő megállóhelyek
- Felsőtárkány, Fűtőház: Ez napjainkban a kisvasút egyik végállomása. Nevét a fentebb említett, elbontott fűtőházról kapta. Nevezetességei lentebb olvashatóak. Peronnal egy vágány rendelkezik. A körbejárást gurítással oldják meg.
- Felsőtárkány, Szikla-forrás - Horgásztó: Egyvágányos megállóhely, melyet a vonatok az egykori barát-réti szárnyvonal helyén érik el. A Rétes Fesztivál idején (általában augusztusban) ez a kisvonatok végállomása és nem érintik Fűtőház megállóhelyet.
- Egeres-völgy, Varróház - Vadaspark: A megállóhely nevét elhelyezkedéséről és fő látványosságáról kapta. Érdekesség, hogy a megállóhely mellett található házban nem egy varró foglalkozású, hanem egy Varró vezetéknevű férfi élt. Korábban feltételes megállóhely volt, 2025-re ez a jellege megszűnt. A vonatok minden esetben megállnak. Egyvágányos megállóhely, mellette parkoló található. A megállóhely mellett található egy ingyenesen megtekinthető, szarvasokkal, őzekkel és muflonokkal megtöltött vadaspark.
- Stimecz-ház: A kisvasút felső végállomása. Nevét a közelében található, Stimetz Gáspárról elnevezett erdészházról kapta. Egyvágányos megállóhely, a körbejárást a 200 méterrel lentebb található kitérőnél oldják meg. A leszállás helyétől kb. 3 kilométerre találhatóak a Vöröskő-források. A Lombot-ház érintésével elérhetjük a Tárkányi-patak forrását, az Imőkó-forrást.

## Nevezetességek a vasút környékén
- Vöröskő-forrás: A környék nevezetessége a hóolvadást, illetve nagyobb esőzést követő időszakban működő forrás, amelyből szökőkútszerűen akár 1,5 méter magasra is feltör a víz.
- Egeres-völgy Varróház mellett vadaspark található.
- A Varróház turistautak kiindulópontja is
- A Stimecz-ház mellől indul és ide tér vissza az 1,5 km hosszú, 21 tablót tartalmazó erdei tanösvény
- A Szikla-forrás vizét horgásztóvá duzzasztották, környéke kedvelt pihenőhely
- A vasút területén:
  - Régi járművek kiállítása
  - A vasúti műhely muzeális értékű, de ma is használható gépei
  - A jelenleg használt vasúti kocsik
  - A vízimalomból átalakított műhely-raktár épület

## Galéria a vasút működő részéről

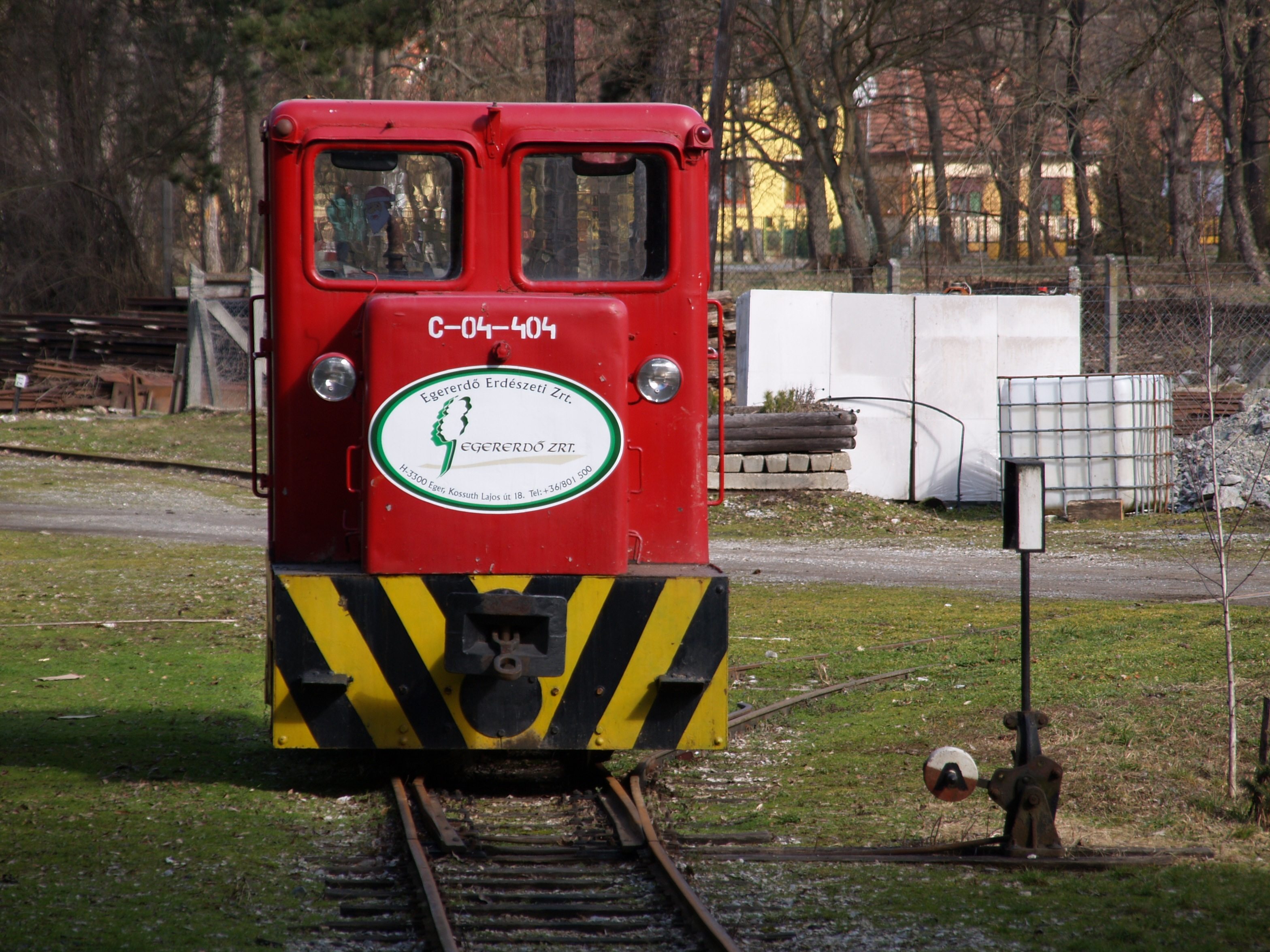
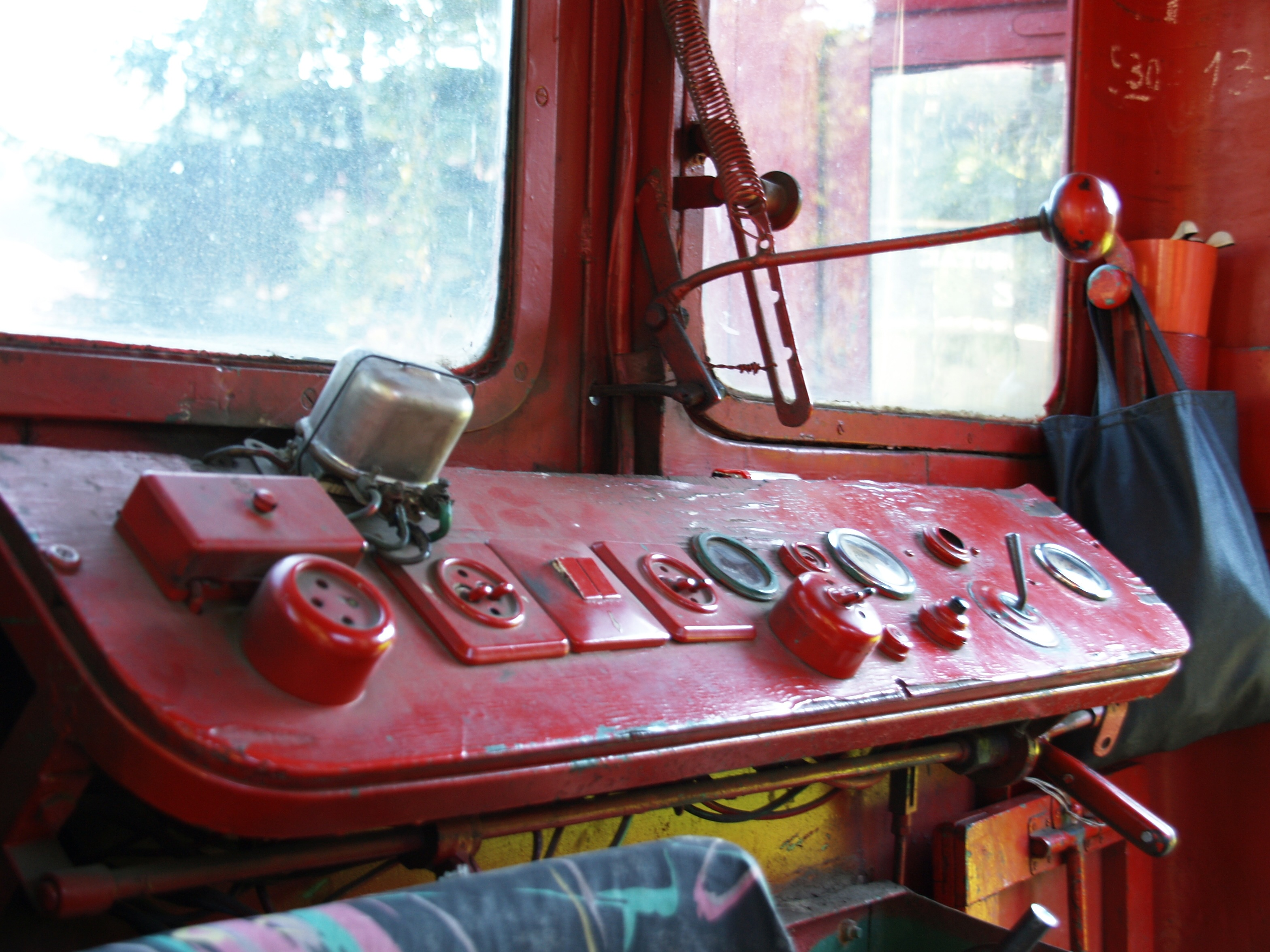
C50-es dízelmozdony kezelőpanelje.
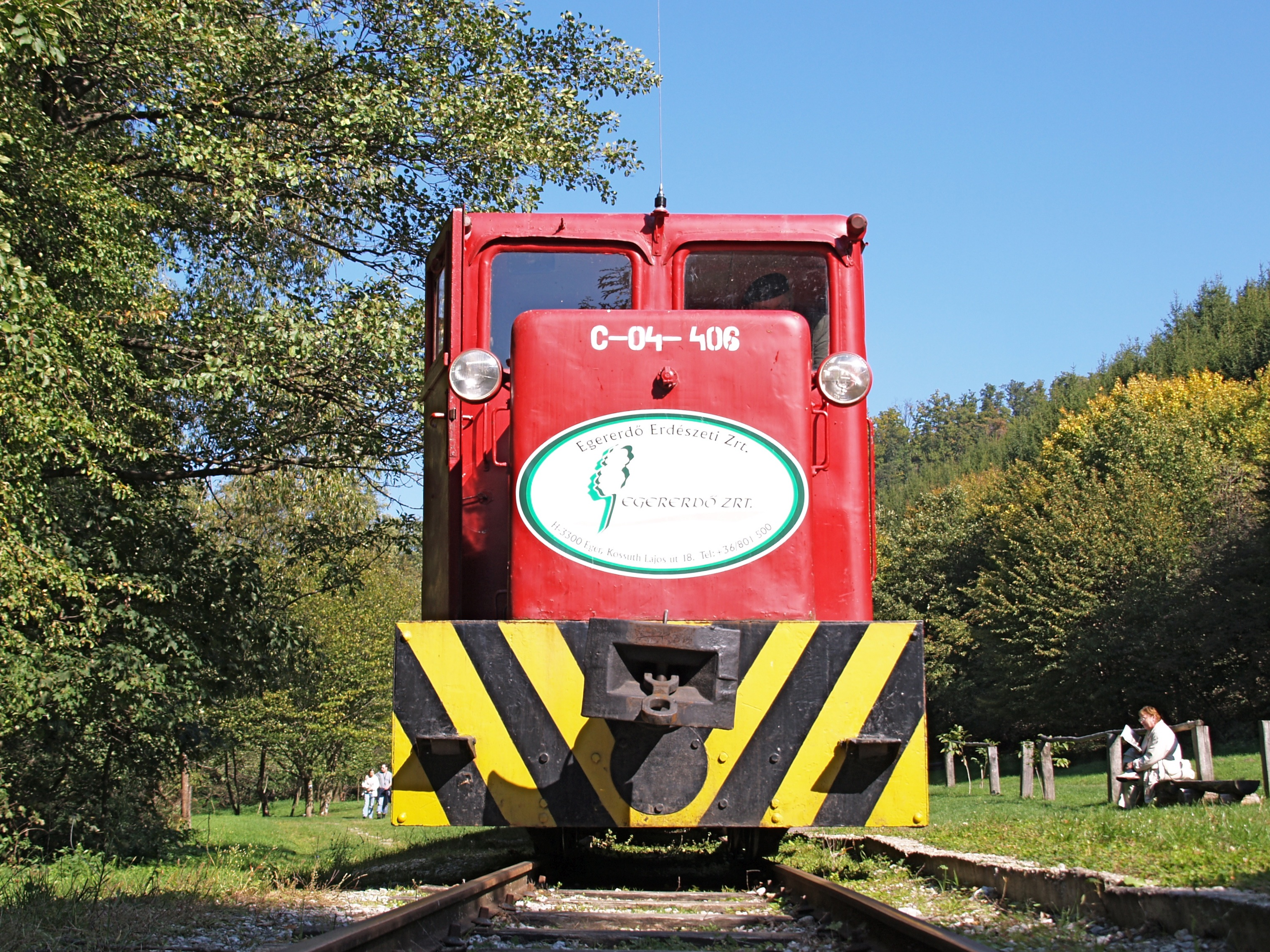
Kisvonat Stimecz-háznál indulásra készen.
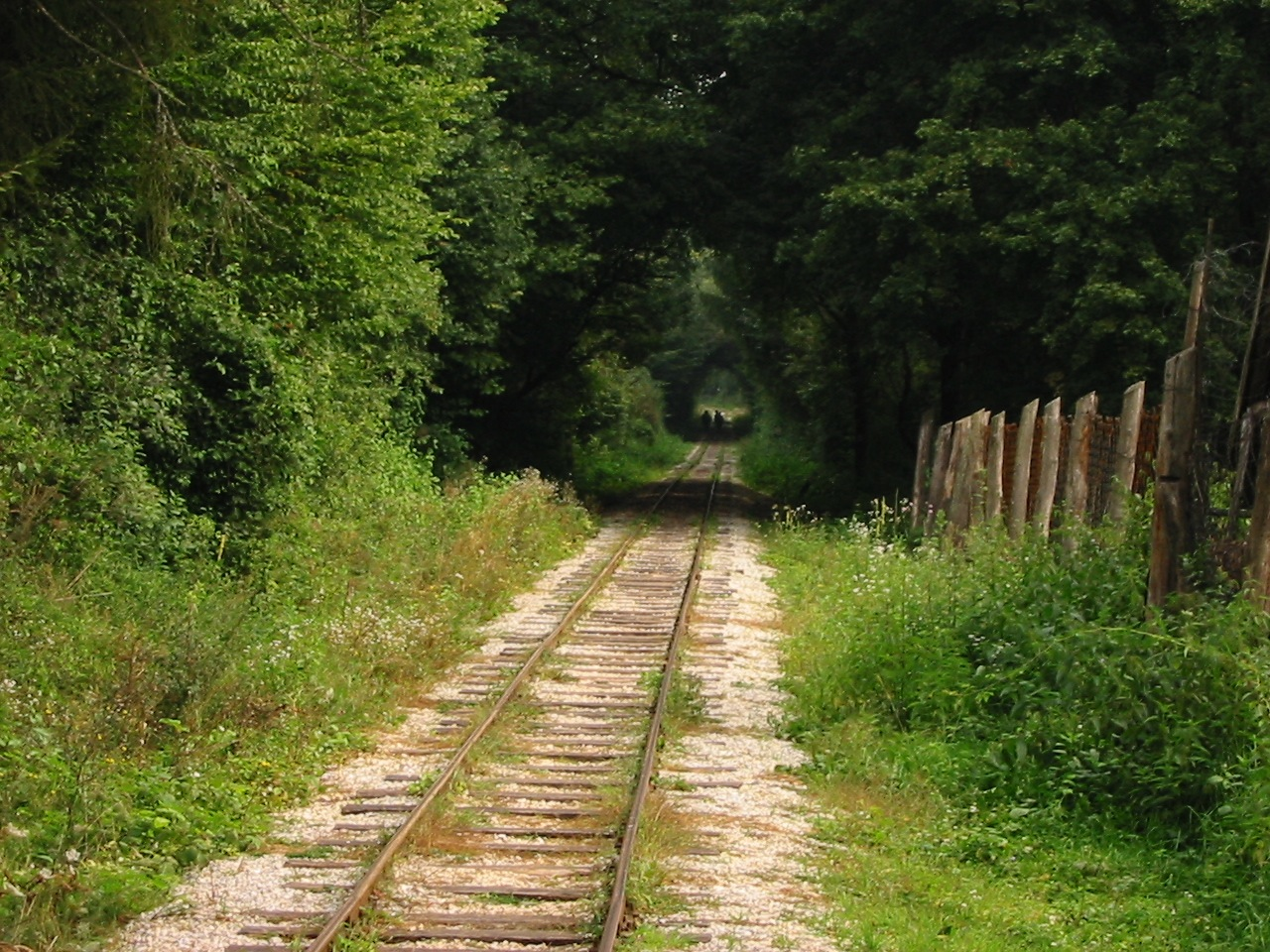
Egeresvölgy-Varróház megállóhelyet Stimecz-ház felé elhagyva, erdőben halad a kisvasút 2,5 kilométer hosszan. A jobboldalt látható kerítés a vadasparké.
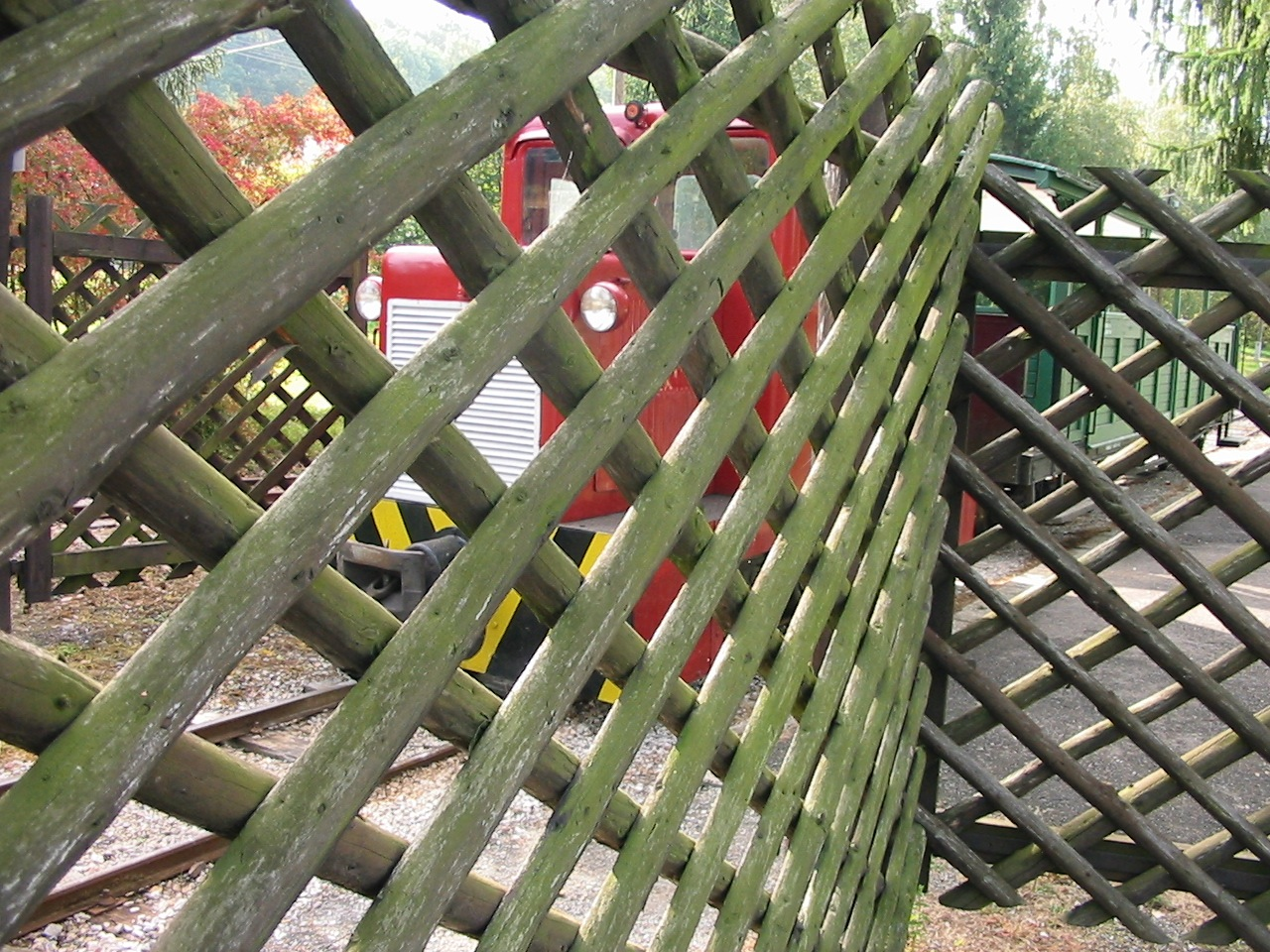
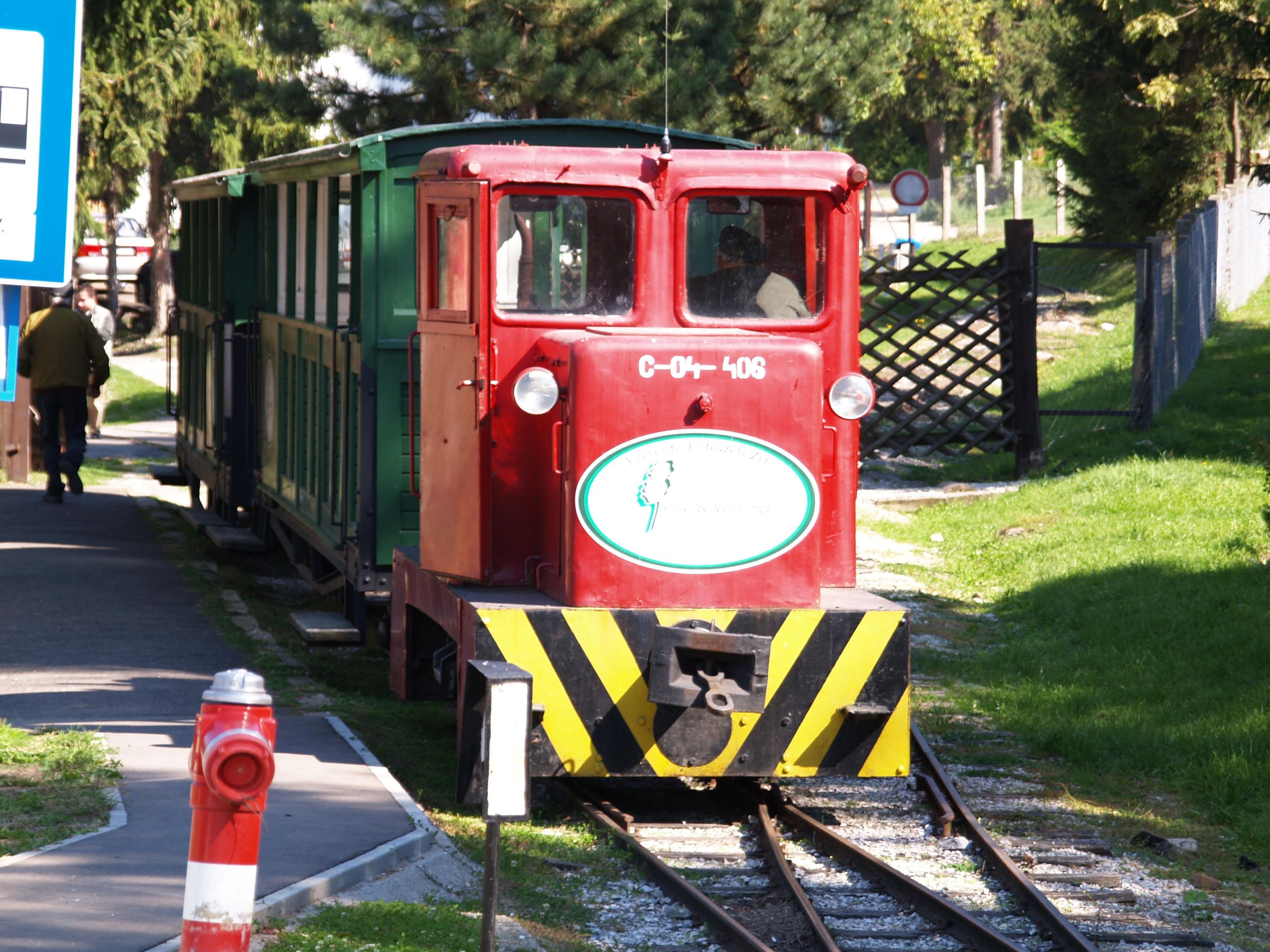
Felsőtárkány, Fűtőház állomás. Köszöntjük Kedves Utasainkat!
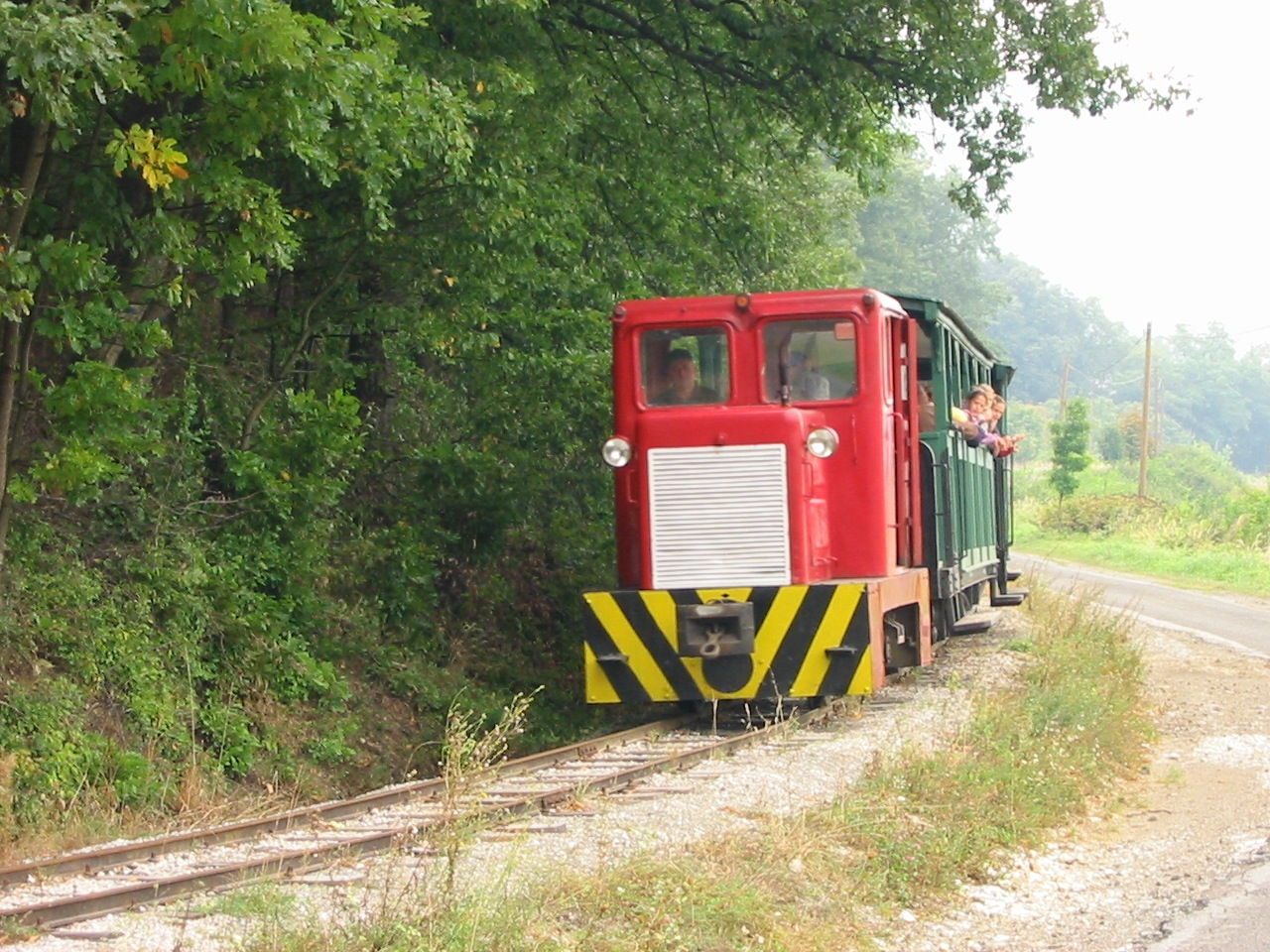
Útban a Varróház felé, a falut elhagyva.
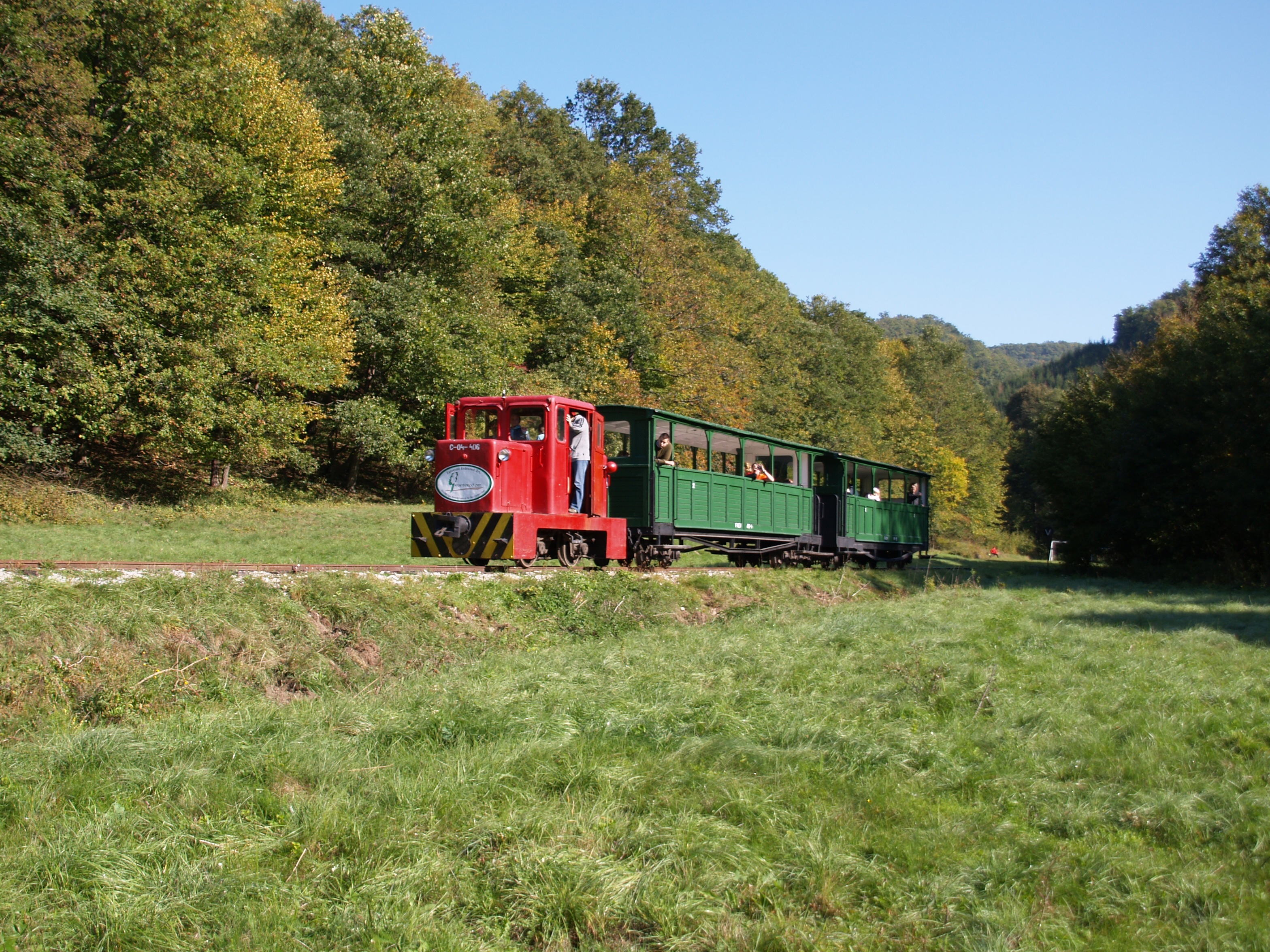
Ez a kisvonat nemrég hagyta el a Stimecz-házat és halad Felsőtárkány felé.
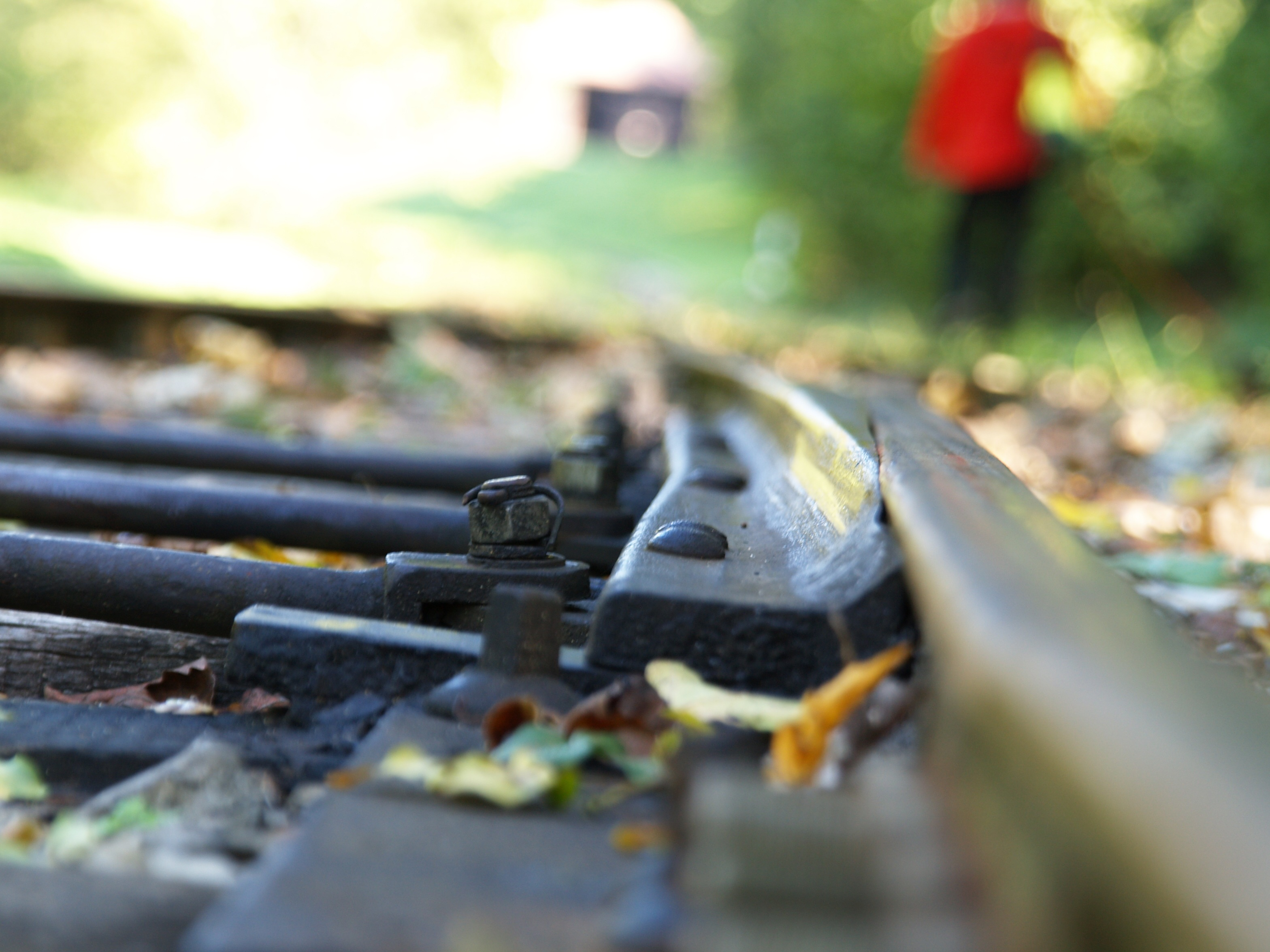
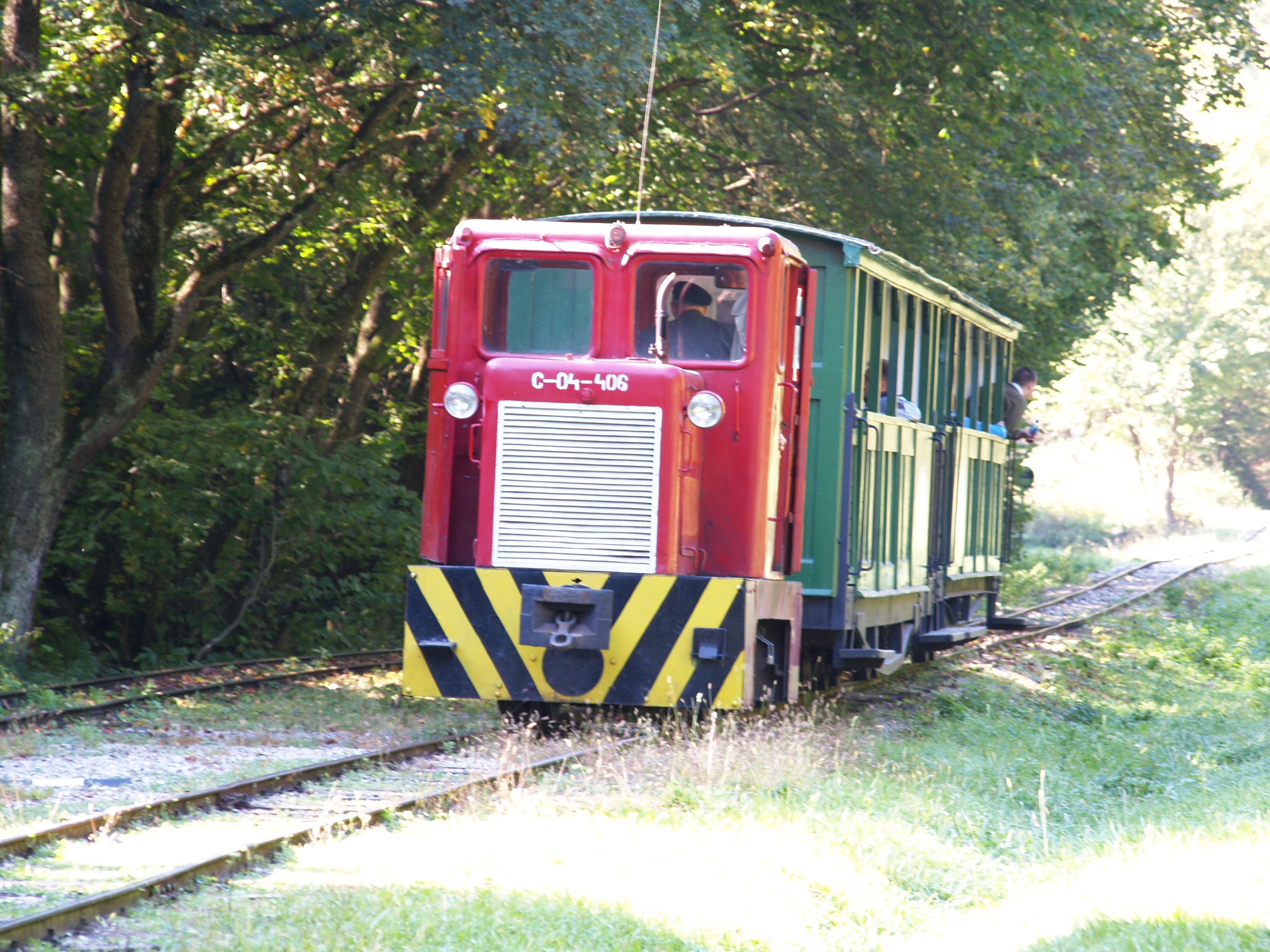
Stimecz-ház, kitérő
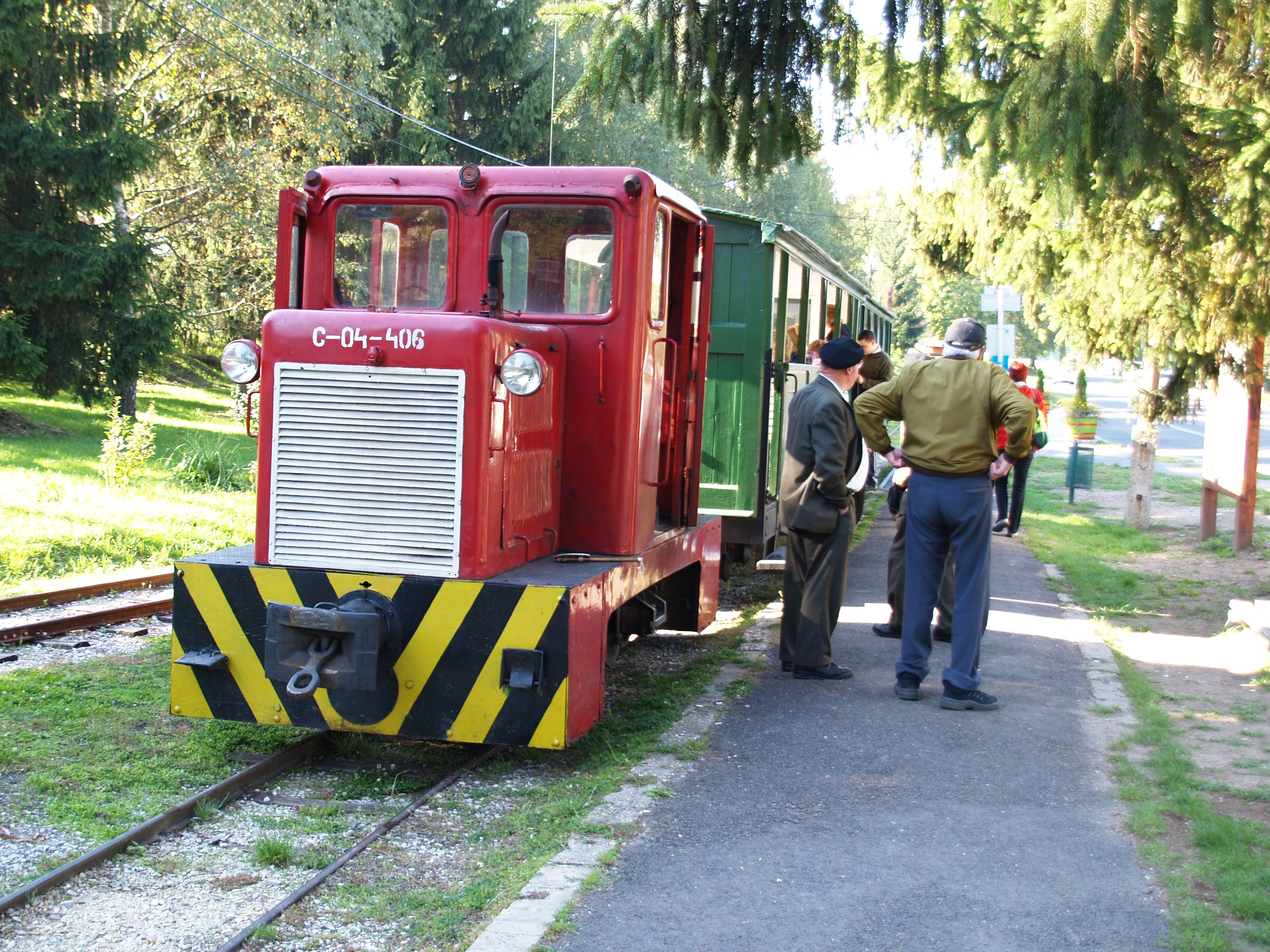
Felsőtárkány, Fűtőház
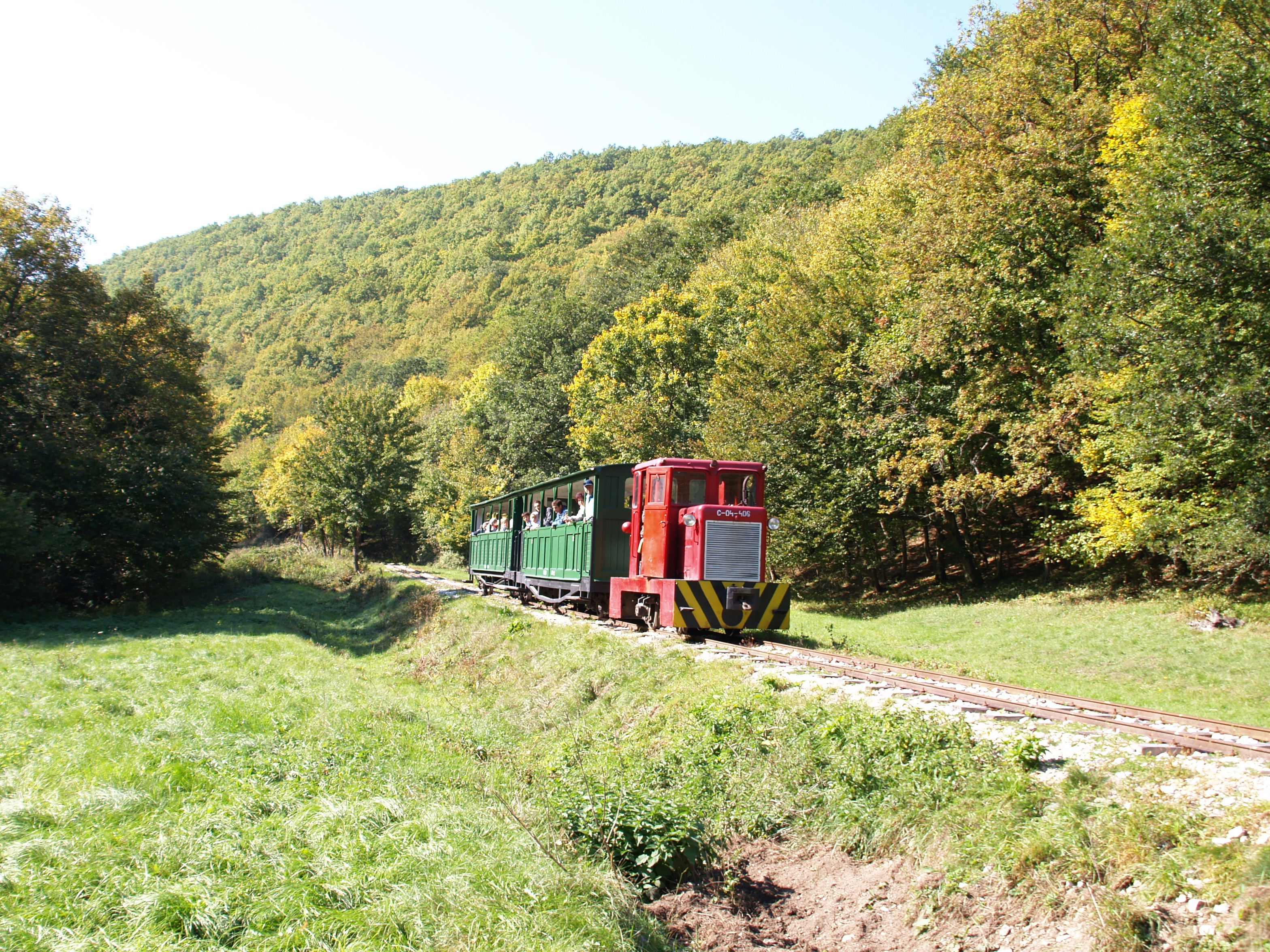
Tisztelt Utasaink! Hamarosan Stimecz-ház végállomásra érkezünk.
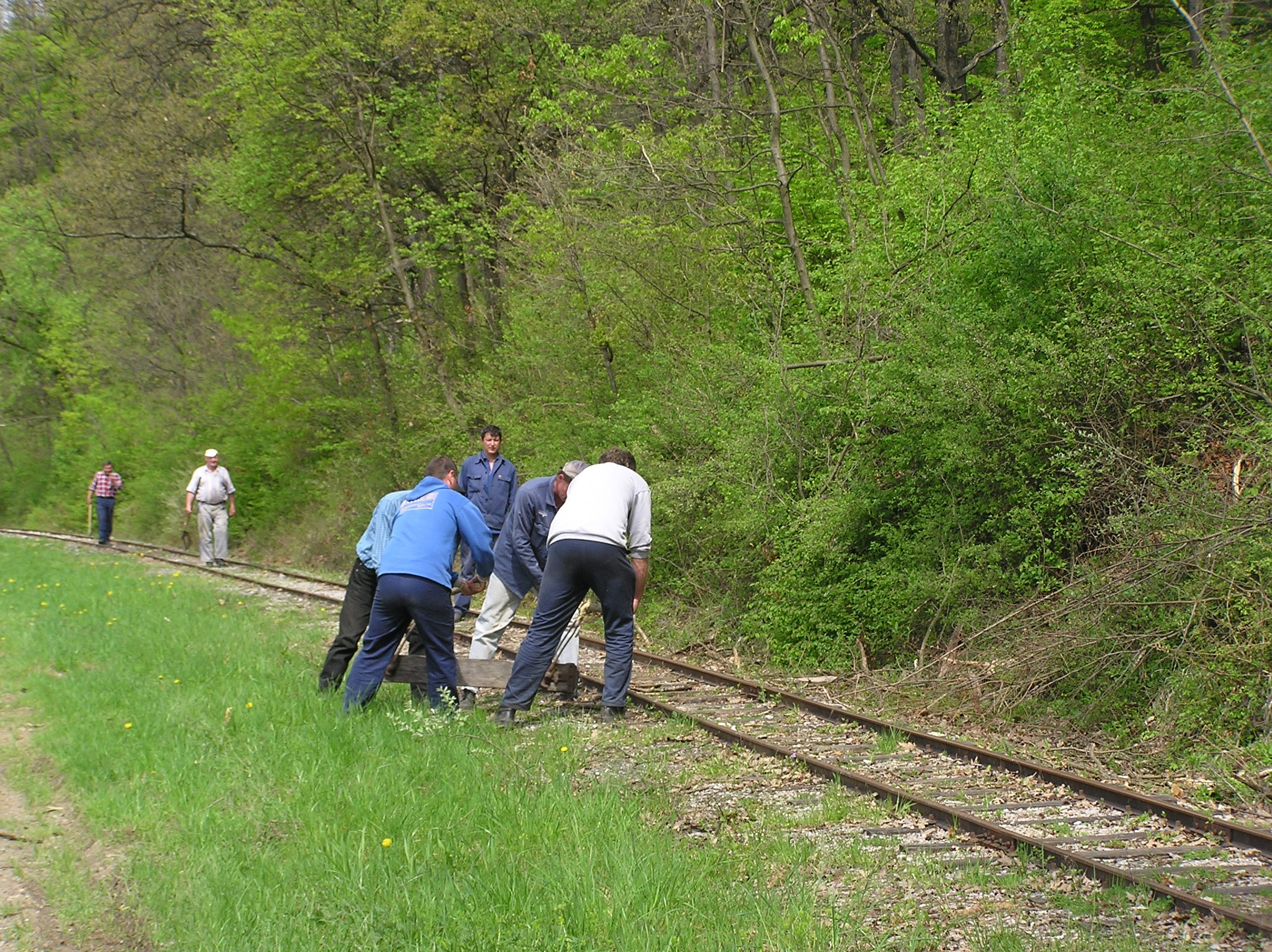
Pályamunkások.
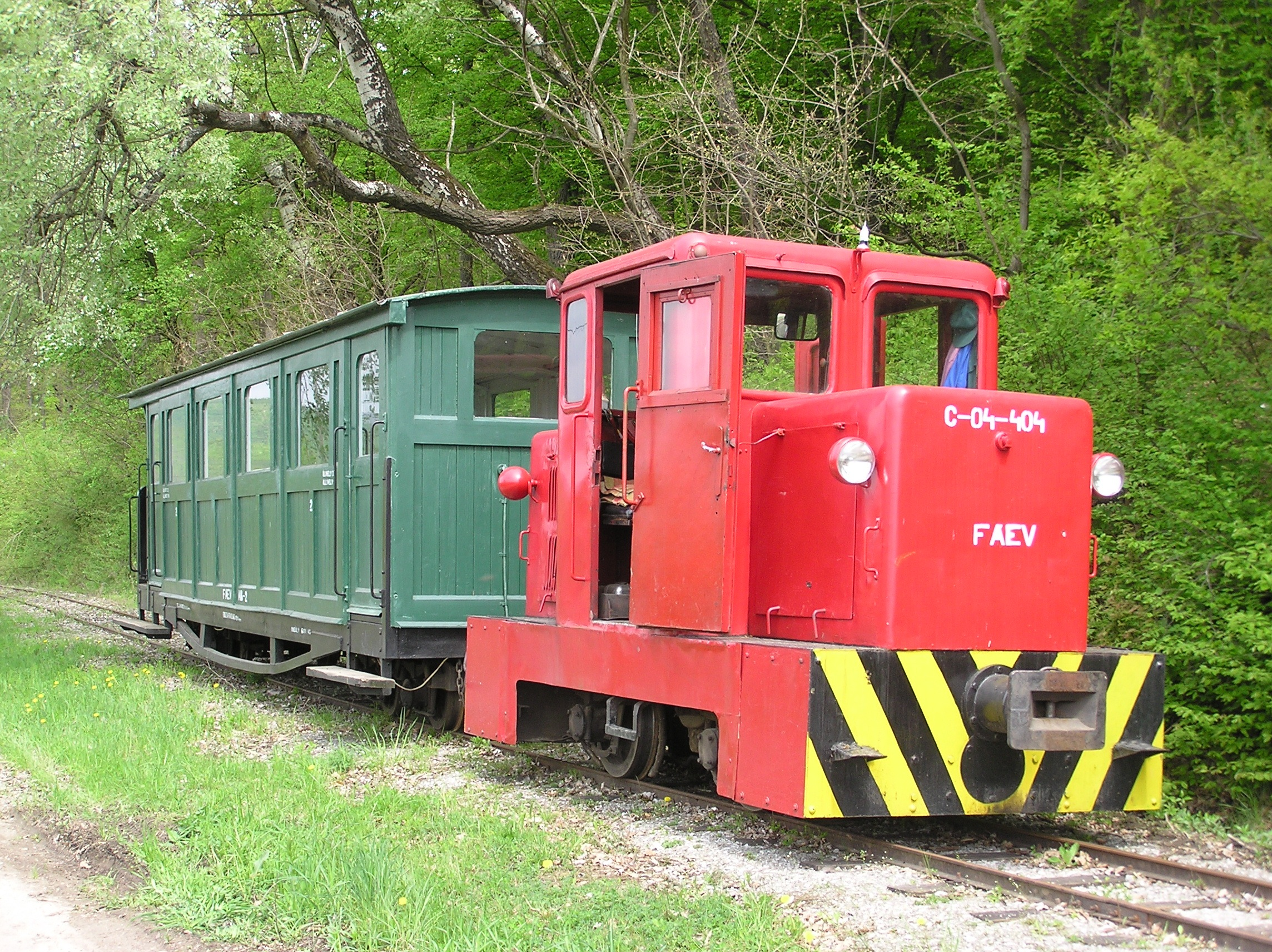
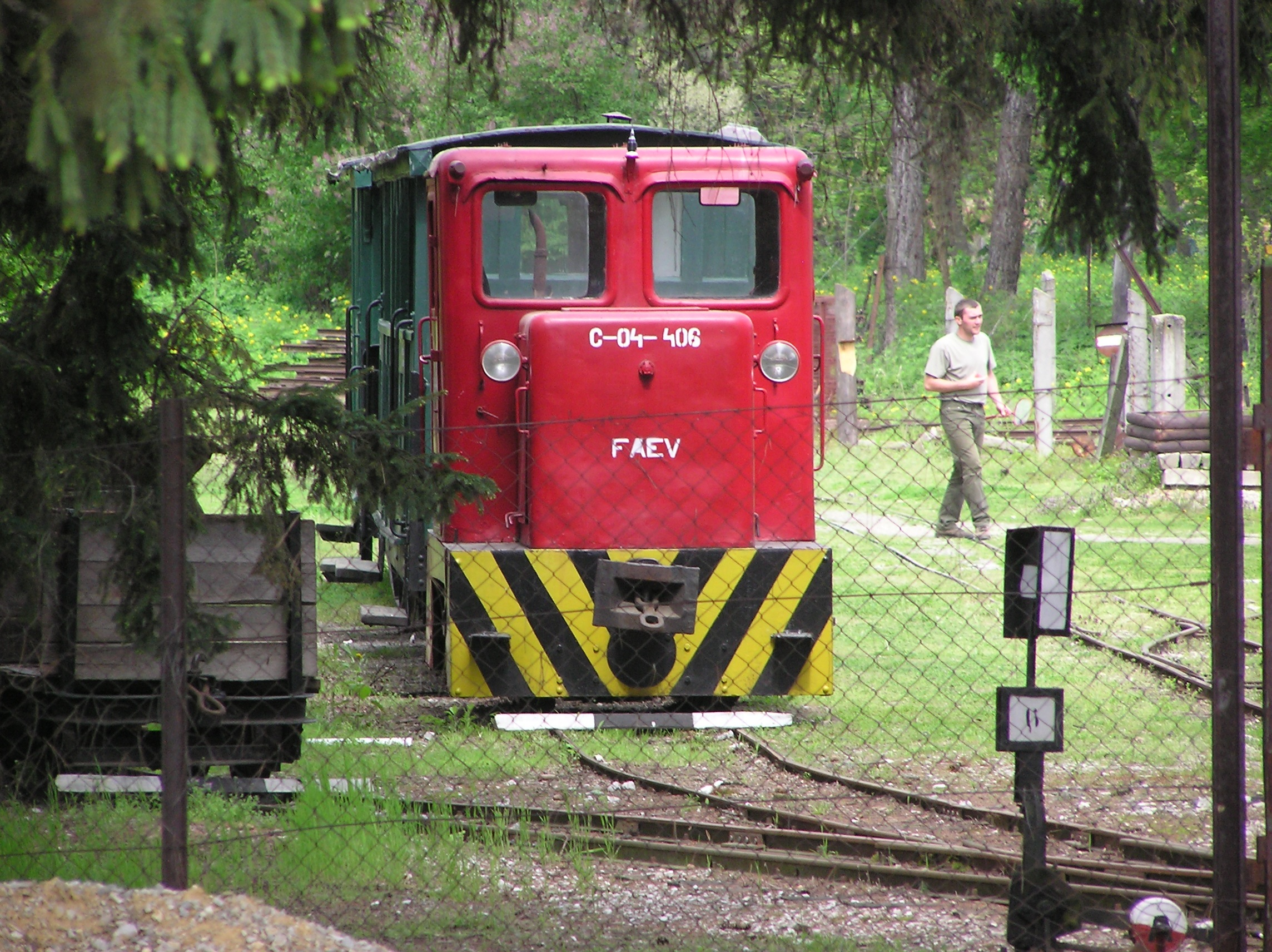
Felsőtárkány – pihenő szerelvény

## Megközelíthetőség
A kisvasút nagyvasút állomáshoz már nem csatlakozik. Megközelíthető közúton Eger felől. Egerből autóbuszjárat (3405, 3414, 3435) is közlekedik. Eger-Felnémet határától a kisvasútállomásig kerékpárút épült a vasút felszedett vágánya helyén.

## Külső hivatkozások
- A Felsőtárkányi Erdei Vasút menetrendje
- a KBK honlapja
- a kisvasút a Vendégvárón
- a kisvasút a Geocaching.hu-n
- Tusnádi Csaba Károly – Knausz Valéria: Magyarországi kisvasutak, Budapest, Pallas Stúdió, 2004. ISBN 963920790X